# لا لاگوستا
لا لاگوستا (به اسپانیایی: La Llagosta) یک منطقهٔ مسکونی در اسپانیا است که در والس اورینتال واقع شده‌است. لا لاگوستا ۳٫۰ کیلومتر مربع مساحت دارد ۴۵ متر بالاتر از سطح دریا واقع شده‌است.